# Leptoclinides volvus
Leptoclinides volvus is een zakpijpensoort uit de familie van de Didemnidae. De wetenschappelijke naam van de soort is voor het eerst geldig gepubliceerd in 1975 door Kott.